# لورنس دي بوك
لورنس دي بوك (7 نوفمبر 1992 بلجيكا - ) هو لاعب كرة قدم بلجيكي، يلعب كمدافع.

## وصلات خارجية
لورنس دي بوك على موقع الاتحاد الأوربي (الإنجليزية)
- لورنس دي بوك على موقع الاتحاد البلجيكي (الإنجليزية)
- لورنس دي بوك على موقع قاعدة بيانات كرة القدم.إي يو (الإنجليزية)
- لورنس دي بوك على موقع Soccerbase.com (لاعب) (الإنجليزية)
- لورنس دي بوك على موقع Soccerway.com (الإنجليزية)
- لورنس دي بوك على موقع AS.com (الإسبانية)